# Amina Doherty
Pour les articles homonymes, voir Doherty (homonymie).
Amina Doherty, née en 2000, est une militante et artiste féministe nigériane.

## Biographie
Amina Doherty obtient une licence en sciences politiques et études de genre de l'université McGill, puis un Master en Genre, Développement et Mondialisation de la London School of Economics.
Elle a vécu au Nigeria, au Canada, en Jamaïque et au Royaume-Uni.

## Carrière
Pendant un an, Doherty travaille en tant que chercheuse au sein du département du Genre en Antigua-et-Barbuda.
Doherty participe au financement des organisations féministes du Fonds Sigrid Rausing.
Elle participe à la fondation de FRIDA The Young Feminist Fund, une organisation qui fournit des bourses à des organisations féministes débutantes autour du monde,,.
Elle devient ensuite coordinatrice des programmes pour l'AWID (Association for Women's Rights in Development ou Association pour les Droits des Femmes dans le Développement), une organisation féministe internationale,.